# Österå, Uggelviken och Hökviken
Österå, Uggelviken och Hökviken är en av SCB sedan 2018 avgränsad och namngiven tätort i Stora Kopparbergs distrikt i Falu kommun i Dalarnas län, belägen vid östra stranden av sjön Varpan. Bebyggelsen räknades 2015 som en del av tätorten Falun, för att innan dess avgränsats till i huvudsak två småorter Österå och Hökviken.